# Helmuth Johannes Ludwig von Moltke
Helmuth Johannes Ludwig von Moltke (Biendorf, 25 de maio de 1848 — Berlim, 18 de junho de 1916), também conhecido como Moltke, o jovem para diferenciá-lo do seu tio Generalfeldmarschall (Marechal de Campo) Helmuth Karl Bernhard von Moltke, foi chefe de Estado-Maior General da Alemanha entre 1906 e 1914. Seu papel no desenrolar dos planos de guerra alemães e na instigação da Primeira Guerra Mundial são bastante controvertidos.

## Biografia
Helmuth von Moltke nasceu em Biendorf, no Grão-Ducado de Mecklenburg-Schwerin, herdeiro de aristocrática família Moltke. Seu pai, Adolf von Moltke, foi vice-presidente da empresa Schleswig-Holstein-Lauenburg em Copenhague e trabalhou no primeiro Distrito Prussiano em Pinneberg. Sua mãe Auguste (1814-1902) veio da nobreza do Principado de Anhalt-Bernburgo. Helmuth Moltke recebeu seu nome por causa de seu tio, Helmuth Karl Bernhard von Moltke (“o velho”), Generalfeldmarschall (Marechal de Campo) e herói da unificação do Império Alemão. Durante a Guerra Franco-Prussiana, Moltke serviu no 7º Grenadier Regiment e foi citado por bravura. Frequentou a academia de guerra entre 1875 e 1878 e se incorporou ao Estado-Maior General da Alemanha em 1880. Em 1882, foi assistente pessoal de seu tio, que era então chefe do Estado-Maior. Em 1891, após a morte de seu tio, Moltke se tornou aide-de-camp do imperador Guilherme II, fazendo parte do seu círculo interno. Foi promovido a tenente-general em 1902, quando recebeu o comando da 1ª divisão de infantaria dos guardas. Em 1904, Moltke se tornou Quartermaster-General; na verdade, vice-chefe do Estado-Maior. Em 1906, após a aposentadoria de Alfred von Schlieffen, virou chefe do Estado-Maior General. Sua nomeação era controversa na época e permanece assim hoje. Os outros candidatos prováveis para a posição eram Hans Hartwig von Beseler, Karl von Bülow e Colmar Freiherr von der Goltz. Os críticos alegam que Moltke ganhou a posição na força de seu nome e em função da sua amizade com o imperador, pois Moltke estava muito mais perto de Guilherme II do que os outros candidatos. Alguns historiadores argumentam que Beseler estava mais perto de suceder Schlieffen, enquanto Bülow e Goltz eram demasiado independentes para que Guilherme II os aceitasse. A amizade de Moltke com o imperador permitiu-lhe uma latitude que outros não poderiam ter desfrutado.

## Primeira Guerra Mundial
Alguns historiadores relatam que Moltke tinha um perfil belicista, fornecendo informações militares ao alto comando do Império Alemão. Durante o mandato de Moltke, particularmente nos anos de 1912 a 1914, informou a Guilherme II e ao Chanceler Theobald von Bethmann-Hollweg que os programas de armamento dos países rivais se tornavam perigosos com o tempo. Portanto, argumentava que se ocorresse a guerra, era melhor que se iniciasse logo. No Conselho de Guerra Imperial Alemão em 8 de dezembro de 1912, Moltke afirmou: "Penso que uma guerra é inevitável. Quanto mais cedo, melhor". Esse pensamento de Moltke provavelmente teve influência significativa sobre a política externa alemã, especialmente no verão de 1914. Entretanto, isso não absolve a liderança política do Reich e sua responsabilidade pelo início do conflito. Alguns historiadores argumentam que Moltke temia que a guerra se prolongasse, e tinha motivos significativos para isso, porém não relatou esses riscos ao comando do Império.

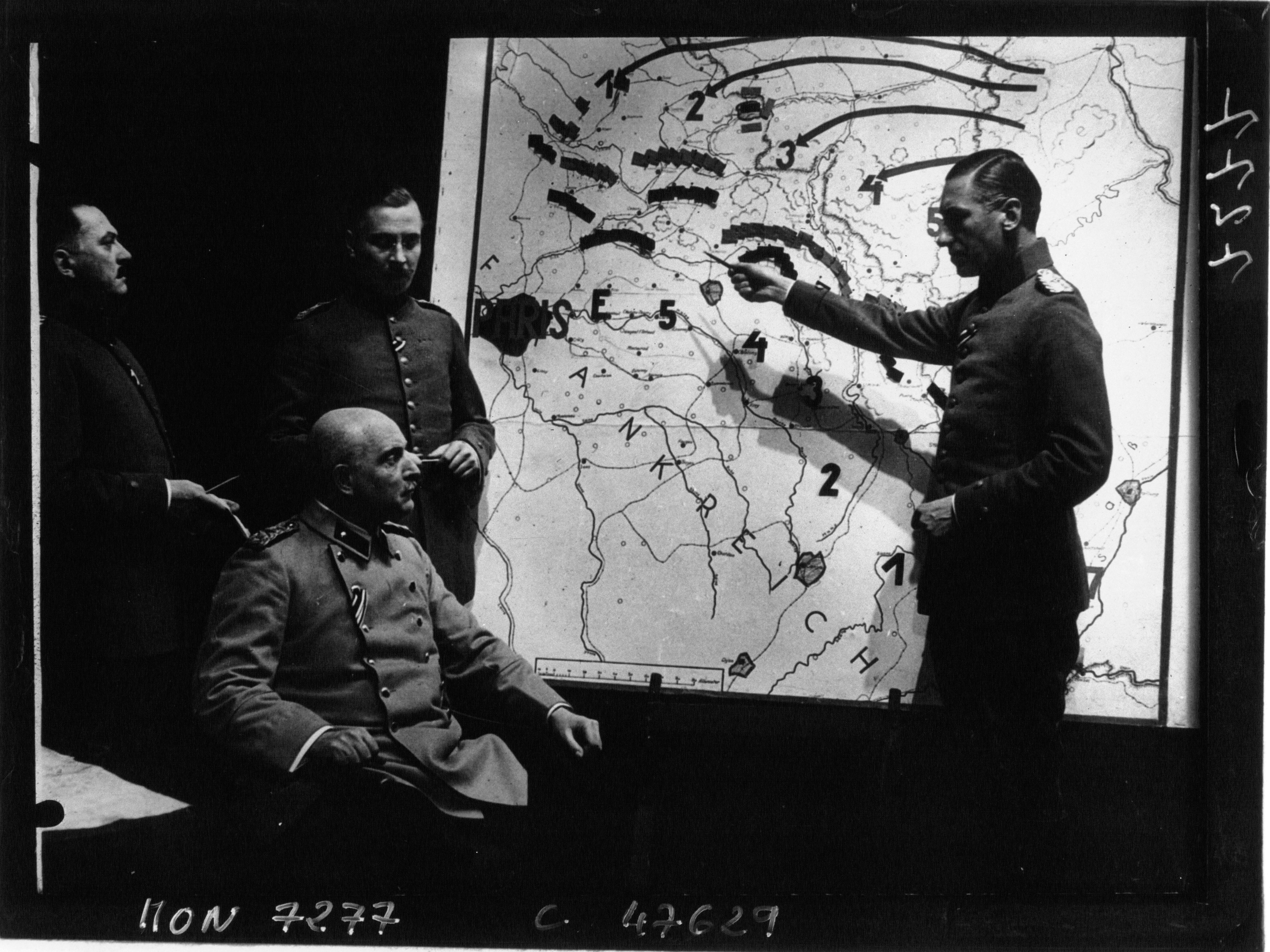
Moltke analisa a batalha do Marne

Moltke modificou o Plano Schlieffen e orientou a invasão da França pela Bélgica, aumentando suas forças ao norte da fronteira francesa. Moltke realizou um ataque inesperado já nos primeiros dias de mobilização do verão de 1914, sem guerra ainda proclamada, e tomou a ferrovia de Liège. O comando do Estado-Maior manteve o ataque a Liège desconhecido do chanceler alemão até julho de 1914, um exemplo de relação deficiente entre civis e militares.
É uma questão de debate se o "fracasso" na Batalha do Marne pode ser creditada a Moltke. Alguns afirmam que o enfraquecimento do Plano Schlieffen por Moltken levou à derrota alemã. Os registros mostram que Moltke estava preocupado com o Império Russo e deslocou 180 000 homens para o leste antes da guerra. Em 28 de agosto, Moltke ainda enviou dois corpos e uma divisão de cavalaria para reforçar Erich Ludendorff e Paul von Hindenburg, pouco antes da significativa vitória na Batalha de Tannenberg. Essa série de movimentos tem sido vista por alguns historiadores como responsáveis por grande parte do fracasso estratégico do Plano Schlieffen, promulgado em 1914. Mesmo com o deslocamento de milhares de soldados alemães para a Prússia Oriental, a retirada alemã na batalha do Marne provavelmente ocorreu pela falta de percepção e comunicação dos seus lideres militares.
Moltke escreveu à sua esposa na noite do dia 7 de setembro de 1914: "Muitas vezes me sinto horrorizado quando penso nisso, e sinto como se devesse responder por esta situação terrível, mas não poderia ter feito outra coisa senão o que fiz".

## Últimos anos de vida

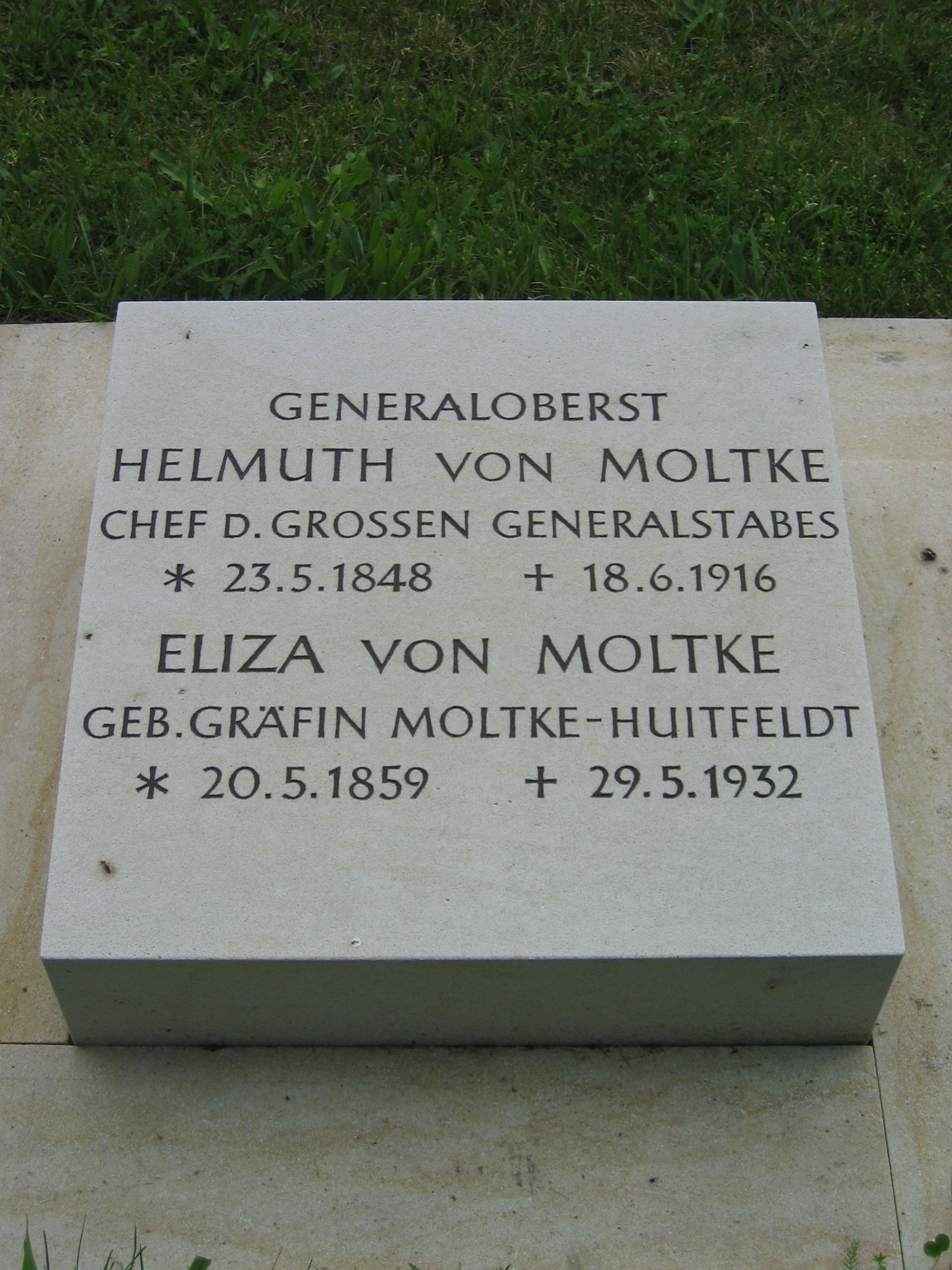
Túmulo de Helmuth Moltke e sua esposa no Cemitério dos Inválidos em Berlim

Na noite de 14 de setembro de 1914, Moltke sofreu um colapso nervoso e foi imediatamente substituído do cargo de chefe do Estado-Maior General por Erich von Falkenhayn. Falkenhayn assumiu o cargo oficialmente a partir de 3 de novembro, exercendo a função ampla de chefe do Estado-Maior e ministro da guerra. Moltke foi confiado em Berlim para o cargo de substituto do chefe general (stellvertretender Generalstab), onde tinha a tarefa de organizar as reservas e controlar o corpo de exército territorial. A saúde de Moltke continuou a se deteriorar, e ele morreu em Berlim em 18 junho de 1916.
Moltke deixou um escrito intitulado “Die 'Schuld' am Kriege” (A Culpa Pela Guerra), que sua viúva Eliza pretendia publicar em 1919. Ela foi dissuadida de fazê-lo por causa dos problemas que o material poderia causar. O texto de Moltke mostrava a natureza "caótica" dos eventos que levaram à guerra e contrariava as acusações aliadas de belicismo pela Alemanha. Os chefes do exército e o Ministério das Relações Exteriores da Alemanha ficaram “perturbados” por seu conteúdo. O general Wilhelm von Dommes foi enviado para aconselhar Eliza von Moltke a não realizar a publicação. Von Dommes escreveu no seu diário que o material de Moltke "tinha coisas desagradáveis". Em vez disso, Eliza publicou uma coleção de cartas e documentos do marido, mais brandas. “A Culpa pela Guerra” foi arquivado e destruído na Segunda Guerra Mundial. O material original nunca mais foi encontrado.